# Gmina Stary Targ
Die Gmina Stary Targ ist eine Landgemeinde im Powiat Sztumski der Woiwodschaft Pommern in Polen. Ihr Sitz ist das gleichnamige Dorf (deutsch Altmark in Westpreußen).

## Geschichte
Obwohl damals eine Mehrheit für den Anschluss an Polen stimmte, kam das Gebiet der Gemeinde von 1920 bis 1939 zum Regierungsbezirk Westpreußen der preußischen Provinz Ostpreußen.
Von 1975 bis 1998 gehörte die Gemeinde zur Woiwodschaft Elbląg.

## Verkehr
Die Ortschaft Mleczewo hat einen Bahnhof, Dąbrówka Malborska einen Haltepunkt an der Bahnstrecke Warszawa–Gdańsk. Die Bahnhöfe Szropy, Tropy Igły und Waplewo Wielkie lagen an der stillgelegten Bahnstrecke Małdyty–Malbork.

## Gliederung
Zur Landgemeinde (gmina wiejska) Stary Targ gehören 14 Dörfer (deutsche Namen amtlich bis 1945) mit einem Schulzenamt (sołectwo):
- Bukowo (Buchwalde)
- Dąbrówka Malborska (Deutsch Damerau)
- Jordanki (Jordanken, 1938–1945 Jordansdorf)
- Jurkowice (Georgensdorf)
- Kalwa (Kalwe)
- Kątki (Kontken, 1938–1945 Kantken)
- Łoza (Losendorf)
- Nowy Targ (Neumark)
- Ramoty (Ramten)
- Stary Targ (Altmark i. Westpr.)
- Szropy (Schroop)
- Szropy Niziny
- Tropy Sztumskie (Troop)
- Tulice (Tillendorf)

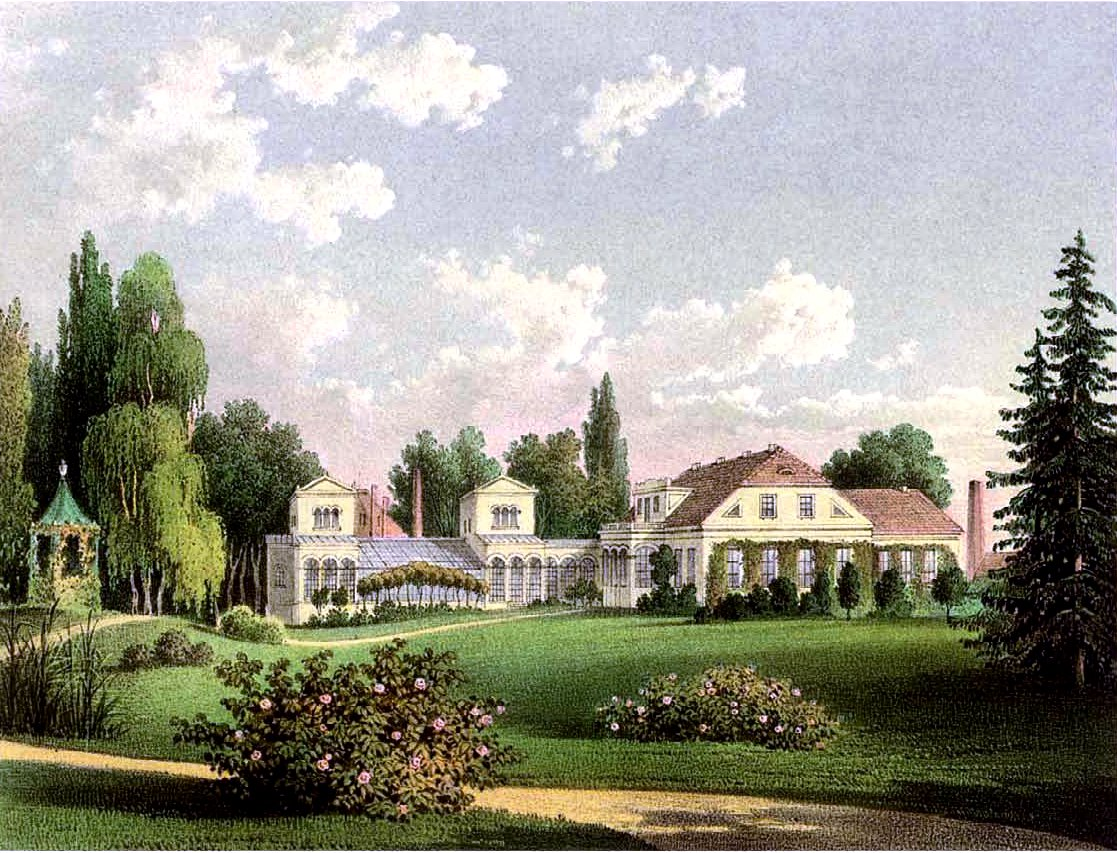
Gut Waplitz, Sammlung Duncker

Weitere Ortschaften der Gemeinde sind:
- Brzozówka (Brosowken, 1938–1945 Birkendorf)
- Czerwony Dwór (Rothhof)
- Dziewięć Włók (Neunhuben)
- Gintro (Gintro, 1938–1945 Guntern)
- Grzymała (Grzymalla, 1875–1945 Birkenfelde)
- Igły (Iggeln)
- Klecewo (Klötzen)
- Kościelec (Altkirch)
- Krzyżanki (Wiesenfelde)
- Lasy (Laase)
- Łabuń (Laabe)
- Malewo (Mahlau)
- Mleczewo (Mlecewo, 1938–1945 Heinrode)
- Olszówka (Olschowken, 1938–1945 Althausen)
- Osiewo
- Pijaki
- Pozolia
- Stary Dwór (Alt Rothhof)
- Szropy-Osiedle
- Śledziówka Mała (Klein Heringshöft)
- Śledziówka Wielka (Groß Heringshöft)
- Telkwice (Telkwitz, 1938–1945 Telksdorf)
- Trankwice (Trankwitz)
- Tulice Małe (Tillendorf)
- Waplewko (Klein Waplitz)
- Waplewo-Osiedle
- Waplewo Wielkie (Groß Waplitz, 1938–1945 Waplitz)
- Zielonki (Grünfelde)